# Grossregion (Schweiz)

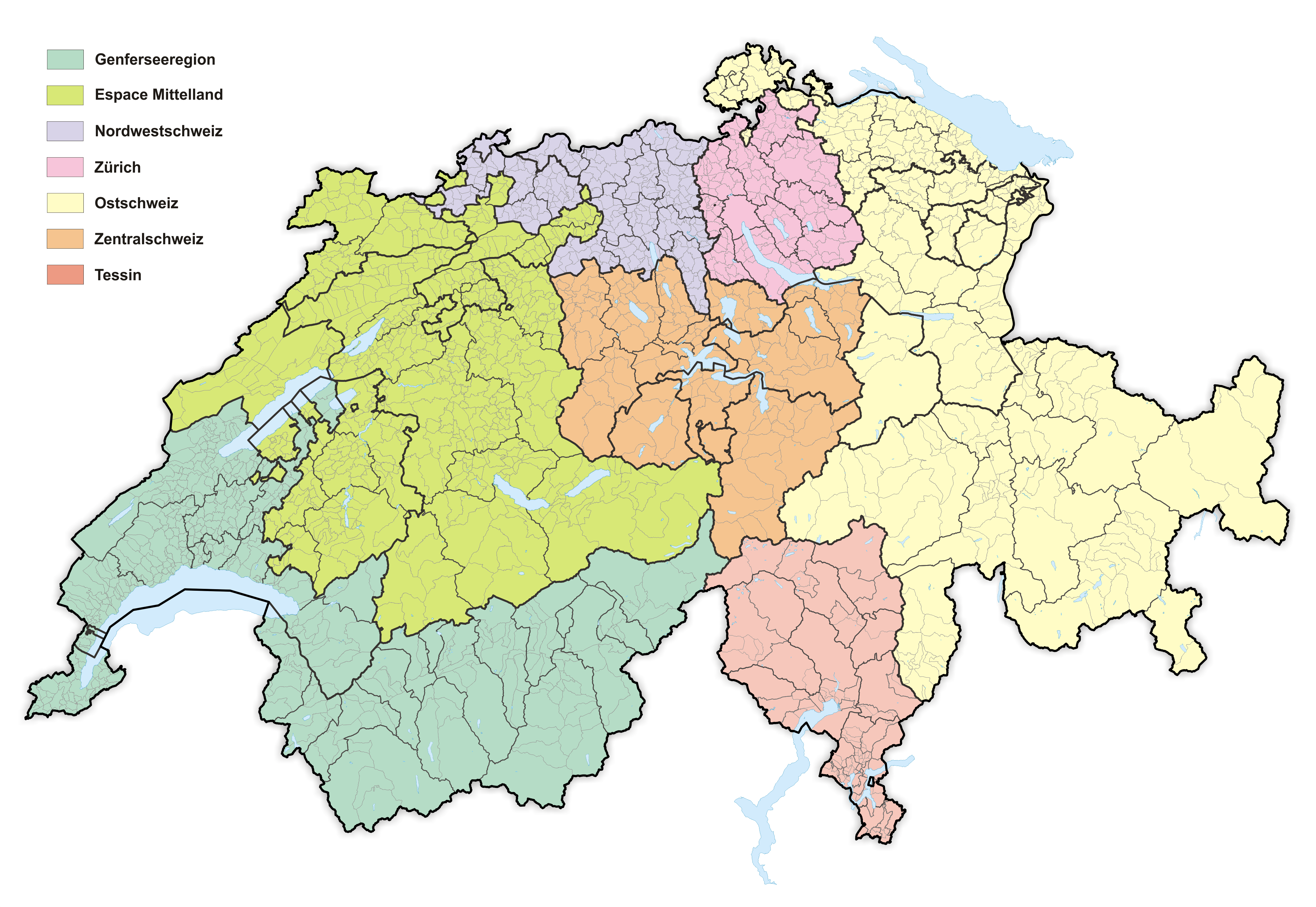
Grossregionen der Schweiz (1. Januar 2025)

Eine Grossregion (französisch grande région, italienisch grande regione, rätoromanisch regiun gronda) ist ein durch das Bundesamt für Statistik (BFS) definierter Bezugsraum in der Schweiz, der auf einer Hierarchieebene oberhalb der Kantone steht. In der Nomenklatur der Europäischen Union entspricht diese Einteilung der NUTS-2-Ebene. Sieben Grossregionen sind definiert:
| NUTS- Code | Grossregion                                    | Einwohnerzahl per 30. September 2018 | zusammengefasste Kantone                                                                             |
| ---------- | ---------------------------------------------- | ------------------------------------ | --- |
| CH01       | Genferseeregion (französisch Région lémanique) | 1'637'115                            | Genf, Waadt und Wallis                                                                               |
| CH02       | Espace Mittelland                              | 1'875'729                            | Bern, Solothurn, Freiburg, Neuenburg und Jura                                                        |
| CH03       | Nordwestschweiz                                | 1'158'508                            | Basel-Stadt, Basel-Landschaft, Aargau                                                                |
| CH04       | Zürich                                         | 1'516'908                            | Zürich                                                                                               |
| CH05       | Ostschweiz                                     | 1'174'990                            | St. Gallen, Thurgau, Appenzell Innerrhoden, Appenzell Ausserrhoden, Glarus, Schaffhausen, Graubünden |
| CH06       | Zentralschweiz                                 | 810'549                              | Uri, Schwyz, Obwalden, Nidwalden, Luzern, Zug                                                        |
| CH07       | Tessin (italienisch Ticino)                    | 353'133                              | Tessin                                                                                               |

Da diese Gebiete immer ganze Kantone umfassen, entsprechen sie nur teilweise den tatsächlichen geographischen Regionen der Schweiz; siehe auch Liste der Regionen in der Schweiz.
In der Umgangssprache wird die Zentralschweiz häufig Innerschweiz genannt. Die Region zwischen Bern und Zürich wird als Mittelland bezeichnet und der französischsprechende Teil der Schweiz wird als Romandie, Welschschweiz, Welschland oder Westschweiz bezeichnet.